# اوتزیری
اوتزیری (به ایتالیایی: Ozieri) یک کومونه در ایتالیا است که در استان ساساری واقع شده‌است.

## خصوصیات
اوتزیری ۲۵۲٫۴۵ کیلومترمربع مساحت و ۱۱٬۰۳۱ نفر جمعیت دارد و ۴۹۰ متر بالاتر از سطح دریا واقع شده‌است.